# Рабочий посёлок Красные Баки
Рабочий посёлок Красные Баки — городское поселение в Краснобаковском районе Нижегородской области.
Административный центр — рабочий посёлок Красные Баки.

## История
Городское поселение рабочий посёлок Красные Баки образовано Законом Нижегородской области от 15 июня 2004 года № 60-З «О наделении муниципальных образований — городов, рабочих посёлков и сельсоветов Нижегородской области статусом городского, сельского поселения», установлены статус и границы муниципального образования.

## Население
| 2002  | 2008  | 2009  | 2010  | 2011  | 2012  | 2013  |
| ----- | ----- | ----- | ----- | ----- | ----- | ----- |
| 8562  | ↘7439 | ↘7434 | ↗7766 | ↘7726 | ↘7699 | ↗7798 |
| 2014  | 2015  | 2016  | 2017  | 2018  | 2019  | 2020  |
| ↗7840 | ↘7816 | ↘7810 | ↗7818 | ↘7755 | ↗7783 | ↘7741 |
| 2021  |       |       |       |       |       |       |
| ↘7736 |       |       |       |       |       |       |

## Состав городского поселения
| № | Населённый пункт | Тип населённого пункта                  | Население |
| - | ---------------- | --------------------------------------- | --------- |
| 1 | Затон            | посёлок                                 | ↘242      |
| 2 | Красные Баки     | рабочий посёлок, административный центр | ↗7348     |
| 3 | Лесной Курорт    | посёлок                                 | ↘229      |